# Oncle Vania (film, 1986)
Pour les articles homonymes, voir Oncle Vania (homonymie).
Oncle Vania (en russe : Дядя Ваня, Diadia Vania) est un film soviétique réalisé par Evgueni Makarov et Gueorgui Tovstonogov, sorti en Union soviétique en 1986.
Ce film, d'une durée de 165 minutes, est une adaptation cinématographique de la pièce du même nom de Tchékhov, produite par Lenfilm, avec la distribution du théâtre dramatique de Léningrad. Montré à la télévision soviétique, il rencontra une immense audience.

## Fiche technique
- Titre : Oncle Vania
- Titre original : russe : Дядя Ваня (Diadia Vania)
- Réalisation : Evgueni Makarov et Gueorgui Tovstonogov
- Mise en scène : Gueorgui Tovstonogov
- Opérateu : V. Broussilovski, Valeri Smirnov
- Musique : Victor Kopytko
- Direction artistique : Boris Petrouchanski
- Production : Lenfilm, théâtre dramatique de Léningrad

## Distribution
- Oleg Bassilachvili : Oncle Vania, Ivan Petrovitch Voïnitski
- Tatiana Bedova : Sonia
- Kirill Lavrov : le docteur Astrov
- Natalia Danilova : Éléna Andreïévna Sérébriakova
- Evgueni Lebedev : le professeur Sérébriakov
- Maria Prizvan-Sokolova : Maria Vassilievna Voïnitskaïa
- Nikolaï Trofimov : Téléguine
- Zinaïda Charko : Marina, la vieille niania
- Evgueni Tchoudakov : le valet